# Liste von Persönlichkeiten der Goethestadt Bad Lauchstädt
Die Liste von Persönlichkeiten der Goethestadt Bad Lauchstädt enthält Personen, die in der Geschichte der Goethestadt Bad Lauchstädt (bis 1925 Lauchstädt) im Saalekreis in Sachsen-Anhalt eine nachhaltige Rolle gespielt haben. Es handelt sich dabei um Persönlichkeiten, die hier geboren oder gestorben sind oder in Bad Lauchstädt und den eingemeindeten Ortschaften und heutigen Ortsteilen gewirkt haben.
Für die Persönlichkeiten aus den nach Bad Lauchstädt eingemeindeten Ortschaften siehe auch die entsprechenden Ortsartikel.

## Söhne und Töchter der Goethestadt
Die folgenden Personen sind in Bad Lauchstädt bzw. den eingemeindeten Ortschaften oder den heutigen Ortsteilen der Goethestadt geboren. Ob sie ihren späteren Wirkungskreis in Bad Lauchstädt hatten oder nicht, ist dabei unerheblich.

### Persönlichkeiten der Frühen Neuzeit
- Timotheus Polus (1599–1642), Barockpoet im Baltikum
- Paul Stockmann (1602/03–1636), evangelischer Pfarrer und Dichter[1]
- Christian Joachim (um 1680–nach 1745), Orgelbauer in Halle (Saale)
- Christoph Weidlich (1713–1794), Rechtsanwalt und Verfasser von Juristenbiographien, geboren in Schafstädt
- August Christian Lebrecht von Krafft (1740–1813), preußischer Generalmajor und Kommandant der Festung Breslau, geboren in Delitz am Berge

### Persönlichkeiten des 19. Jahrhunderts

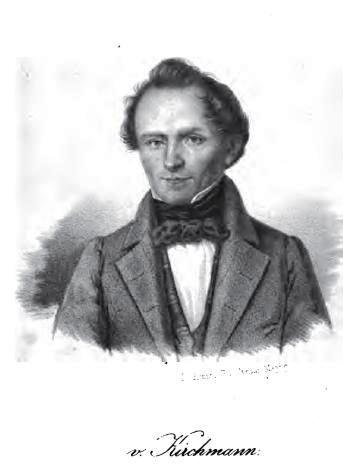
Julius von Kirchmann (1848/49)

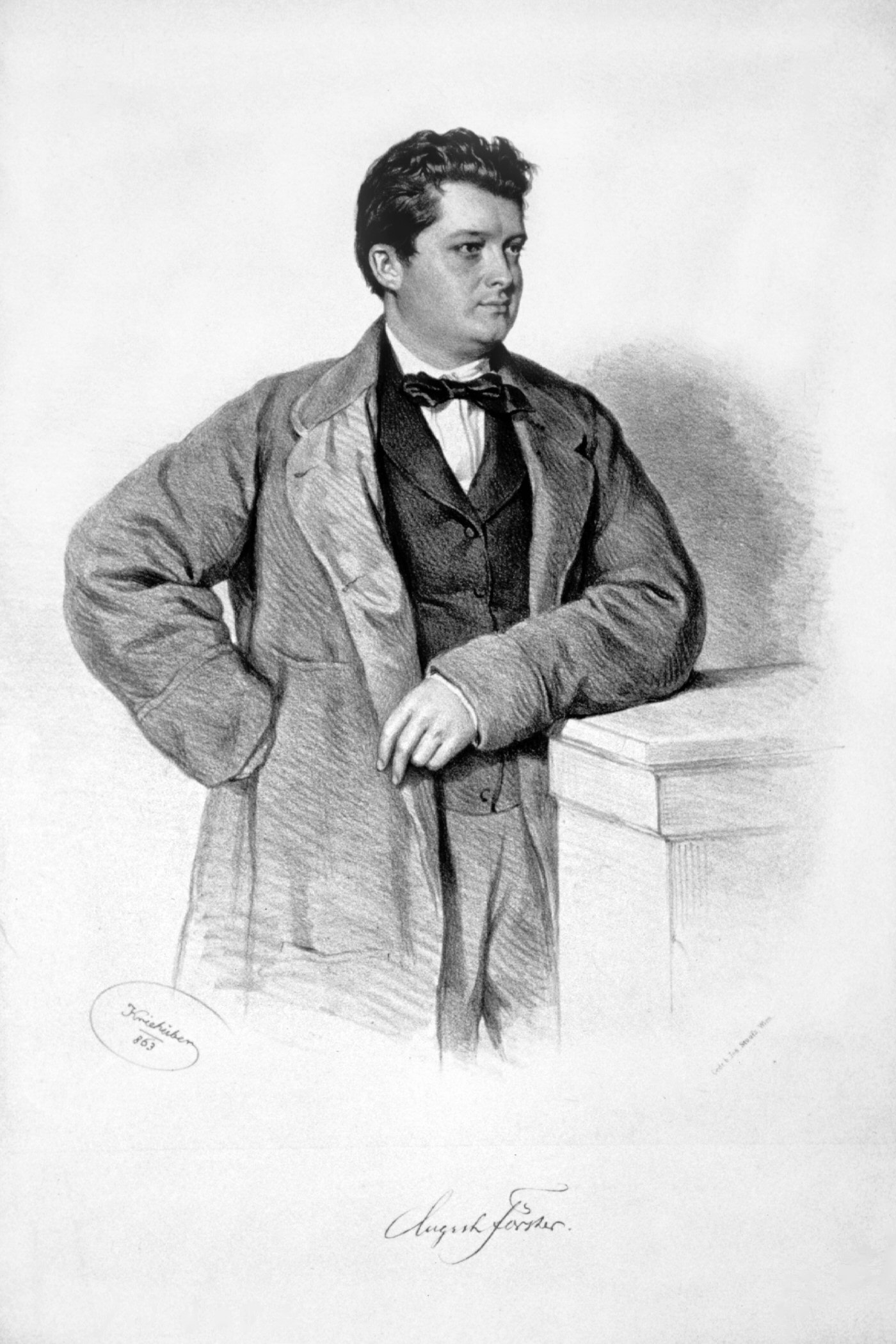
August Förster (1863)

- Karl August Adolf von Krafft (1764–1840), preußischer General der Infanterie, geboren in Delitz am Berge
- Johann Gottlieb Radlof (1775–1846), Sprachwissenschaftler
- Julius von Kirchmann (1802–1884), Jurist und Politiker, geboren in Schafstädt
- Ernst Heinrich Rummel (1805–1872), Jurist und Politiker
- Albert Fraustadt (1808–1883), evangelischer Pfarrer und Autor
- Karl Wilhelm Penzler (1816–1873), evangelischer Geistlicher, geboren in Schafstädt
- August Ferdinand Richter (1822–1903), Theologe und Mitglied des Preußischen Abgeordnetenhauses (1862–1879), geboren in Niederklobikau
- August Förster (1828–1889), Schauspieler
- Richard Löscher (1860–nach 1918), Gutsbesitzer und Mitglied des Deutschen Reichstags, geboren in Schotterey

### Persönlichkeiten des 20. Jahrhunderts
- Ursula Rhode-Jüchtern (1922–2011), Kinderbuchautorin und Realschullehrerin
- Christina Bührmann (* 1945), Politikerin (SPD), war von 1994 bis 1998 niedersächsische Frauenministerin, geboren in Schafstädt
- Klaus-Jürgen Grünke (* 1951), Bahnradsportler
- Karin Bencze (* 1952), Politikerin
- Carlo Thränhardt (* 1957), Leichtathlet
- Peter Grünke (* 1958), Bahnradsportler
- Hanka Rackwitz (* 1969), Immobilienmaklerin, Teilnehmerin am Reality-TV-Format Big Brother und Ich bin ein Star – Holt mich hier raus!, geboren in Schafstädt

## Persönlichkeiten, die in der Goethestadt gestorben sind
- Adam Friedrich von Lindenau († 1784), kurfürstlich-sächsischer Amtshauptmann, Landschaftsdeputierter bei der Steuerkreditkasse in Leipzig und Besitzer mehrerer Rittergüter
- Friedrich Andreas Stroth (1750–1785), Klassischer Philologe und evangelischer Theologe
- Ludwig Heinrich von Jakob (1759–1827), Staatswissenschaftler, Philosoph, Ökonom, Schriftsteller und korrespondierendes Mitglied der russischen Akademie der Wissenschaften
- Friedrich Eduard Neubarth (1833–1908), Gutsbesitzer und Mitglied des Deutschen Reichstags
- Kurt Wulfert (7. März 1891 – 18. August 1970), Volksschullehrer und Träger der Leibniz-Medaille für seine Verdienste auf dem Gebiet der Rädertierchen[2]

## Persönlichkeiten, die mit der Goethestadt in Verbindung stehen
- Herzog Philipp von Sachsen-Merseburg-Lauchstädt (1657–1690), Herzog von Sachsen-Merseburg-Lauchstädt
- Georg Friedrich Wiesand (1777–1842), Jurist, Rittergutsbesitzer und Mitglied des Sächsischen Landtags, ab 1815 Rechtskonsulent in Lauchstädt
- Reyk Heyer (* 1977), Journalist, Fernseh- und Radiomoderator